# أمر إخلاء (مسلسل)
أمر إخلاء هو مسلسل كويتي كوميدي عرض عام 2020.

## قصة العمل
يتناول في إطار كوميدي درامي قصة رجل أعمال يدعى «عادل» يمتلك شركة كبيرة يتهم بالسرقة والاختلاس ويتم الحجز على كل أمواله، ينتقل مع عائلته إلى منزل أخو زوجته لكن لفترة قصيرة لعدم تقبلها بقاء العائلة معهم وعن طريق الصدفة يكتشف الأب أن لديه بيتا قديما كان قد أعطاه لسائق في شركته من البدو الفقراء كصدقة، فيفكّر في استعادته مرة أخرى للإقامة فيه، لكنه يتعاطف مع الأسرة الفقيرة حين يتعرّف على أحوالها البسيطة. وتضطرهم إلى التعايش معا في بيت واحد ويتشابك مصير العائلتين: أسرة عادل وأسرة عمشة.

## الممثلون
- عبد الله التركماني بدور «عادل»
- فوز الشطي بدور «عمشة»
- يوسف البلوشي بدور «محمد»
- في الشرقاوي بدور «نوال»
- غادة الزدجالي بدور «بدرية»
- ناصر الدوسري بدور «عامر»
- صمود المؤمن بدور «دلال»
- مشعل الشايع بدور «جمال»
- رونق بدور «زهرة»
- ضاري عبد الرضا بدور «حميدان»
- عبد العزيز مندني بدور «مرزوق»
- نورة العقيلي بدور «شيخة»
- ضاري الرشدان بدور «جزاع»
- رهف محمد بدور «جوري»